# Lars Berglund (musikforskare)
Lars Berglund, född 1964, är en svensk musikvetare. 
Berglund disputerade vid Uppsala universitet 2002 och är sedan 2015 lärostolsprofessor i musikvetenskap vid Uppsala universitet. Hans forskning behandlar bland annat italiensk, tysk och svensk 1600-talsmusik, musikanalys, musikestetiska frågor samt svensk konstmusik under 1900-talet. Berglund har deltagit i debatten om den svenska musikvetenskapens inriktning och framtid, bland annat i Svensk tidskrift för musikforskning och i STM-online. Som lärare har Berglund handlett doktorsavhandlingar inom bl.a. musikhistoria, musikteori, nutida populärmusik och musiketnologi. Han var under åren 2012–2018 ordförande i Svenska samfundet för musikforskning. Berglund är ledamot i Kungl. Vitterhetsakademien, Kungl. Musikaliska Akademien och Kungl. Humanistiska Vetenskaps-Samfundet i Uppsala.
Vid sidan av sin akademiska verksamhet är Berglund även verksam som musiker på elbas (rock, blues, funk) och barockviolin.